# Alessio Cragno
Alessio Cragno (Fiesole, 18 juni 1994) is een Italiaans voetballer die speelt als doelman. In juli 2025 verliet hij Sampdoria. Cragno maakte in 2020 zijn debuut in het Italiaans voetbalelftal.

## Clubcarrière
Cragno stroomde in 2012 door vanuit de jeugd van Brescia. Zijn debuut voor de club maakte hij op 25 september 2012, tijdens een met 2–1 gewonnen duel met Modena. In zijn eerste seizoen was hij nog reserve achter routinier Michele Arcari. Vanaf de zomer van 2013 werd hij eerste keus onder de lat. Na meer dan dertig competitiewedstrijden voor Brescia in de Serie B, tekende Cragno op 12 juli 2014 een vierjarig contract bij Cagliari, op dat moment actief in de Serie A. In zijn eerste jaar speelde hij veertien wedstrijden, maar in de eerste helft van het seizoen 2015/16 kwam de doelman niet in actie. Hierop werd hij een halfjaar verhuurd aan Virtus Lanciano. In de zomer van 2016 werd hij opnieuw verhuurd; Benevento nam hem voor de duur van één seizoen over.
Na zijn terugkeer bij Cagliari werd hij gaandeweg het seizoen eerste keuze onder de lat. Dit leverde hem ook een contractverlenging op, tot medio 2022. Cragno kreeg in mei 2019 opnieuw een verlenging, voor nog twee seizoenen. In de zomer van 2022 werd hij voor een jaar gehuurd door het gepromoveerde Monza, dat tevens een koopverplichting aanging bij handhaving. In mei 2023 speelde Monza zich veilig, waardoor Cragno de zomer erop definitief kwam vast te liggen bij de club. Hij tekende voor twee seizoenen. Voor aanvang van het nieuwe seizoen nam Sassuolo hem op huurbasis over, met een optie tot koop. Deze optie werd niet gelicht en een jaar later keerde hij terug bij Monza. Cragno vertrok in februari 2025 andermaal, nu definitief, toen Sampdoria hem overnam.

## Clubstatistieken
| Seizoen | Club              | Competitie | Competitie | Competitie | Beker | Beker | Internationaal | Internationaal | Totaal | Totaal |
| Seizoen | Club              | Competitie | Wed.       | Dlp.       | Wed.  | Dlp.  | Wed.           | Dlp.           | Wed.   | Dlp.   |
| ------- | ----------------- | ---------- | ---------- | ---------- | ----- | ----- | -------------- | -------------- | ------ | ------ |
| 2012/13 | Brescia           | Serie B    | 2          | 0          | 0     | 0     | —              | —              | 2      | 0      |
| 2013/14 | Brescia           | Serie B    | 30         | 0          | 1     | 0     | —              | —              | 31     | 0      |
| 2014/15 | Cagliari          | Serie A    | 14         | 0          | 2     | 0     | —              | —              | 16     | 0      |
| 2015/16 | Cagliari          | Serie B    | 0          | 0          | 2     | 0     | —              | —              | 2      | 0      |
| 2015/16 | → Virtus Lanciano | Serie B    | 20         | 0          | 0     | 0     | —              | —              | 20     | 0      |
| 2016/17 | → Benevento       | Serie B    | 38         | 0          | 1     | 0     | —              | —              | 39     | 0      |
| 2017/18 | Cagliari          | Serie A    | 29         | 0          | 1     | 0     | —              | —              | 30     | 0      |
| 2018/19 | Cagliari          | Serie A    | 38         | 0          | 2     | 0     | —              | —              | 40     | 0      |
| 2019/20 | Cagliari          | Serie A    | 16         | 0          | 0     | 0     | —              | —              | 16     | 0      |
| 2020/21 | Cagliari          | Serie A    | 34         | 0          | 0     | 0     | —              | —              | 34     | 0      |
| 2021/22 | Cagliari          | Serie A    | 35         | 0          | 1     | 0     | —              | —              | 36     | 0      |
| 2022/23 | → Monza           | Serie A    | 1          | 0          | 3     | 0     | —              | —              | 4      | 0      |
| 2023/24 | Monza             | Serie A    | —          | —          | —     | —     | —              | —              | 0      | 0      |
| 2023/24 | → Sassuolo        | Serie A    | 3          | 0          | 2     | 0     | —              | —              | 5      | 0      |
| 2024/25 | Monza             | Serie A    | 0          | 0          | 0     | 0     | —              | —              | 0      | 0      |
| 2024/25 | Sampdoria         | Serie B    | 15         | 0          | 0     | 0     | —              | —              | 15     | 0      |
| Totaal  | Totaal            | Totaal     | 275        | 0          | 15    | 0     | 0              | 0              | 290    | 0      |

Bijgewerkt op 1 juli 2025.

## Interlandcarrière
Cragno maakte zijn debuut in het Italiaans voetbalelftal op 7 oktober 2020, toen een vriendschappelijke wedstrijd gespeeld werd tegen Moldavië. In het Stadio Artemio Franchi zorgden Bryan Cristante, Francesco Caputo, Stephan El Shaarawy (tweemaal), Veaceslav Posmac (eigen doelpunt) en Domenico Berardi voor de doelpunten, waardoor Italië met 6–0 won. Cragno moest van bondscoach Roberto Mancini als wisselspeler aan de wedstrijd beginnen en hij viel na zevenenzestig minuten spelen in voor Salvatore Sirigu.
Cragno werd in mei 2021 door Mancini opgenomen in de voorselectie van het Italiaans voetbalelftal voor het uitgestelde EK 2020. Mancini besloot dertien dagen na het bekendmaken van de voorselectie deze in te krimpen. Cragno was een van de afvallers.
| Interlands van Alessio Cragno voor Italië | Interlands van Alessio Cragno voor Italië | Interlands van Alessio Cragno voor Italië | Interlands van Alessio Cragno voor Italië | Interlands van Alessio Cragno voor Italië | Interlands van Alessio Cragno voor Italië | Interlands van Alessio Cragno voor Italië |
| №                                         | Datum                                     | Wedstrijd                                 | Uitslag                                   | Competitie                                | Goals                                     |                                           |
| Als speler bij Cagliari                   | Als speler bij Cagliari                   | Als speler bij Cagliari                   | Als speler bij Cagliari                   | Als speler bij Cagliari                   | Als speler bij Cagliari                   | Als speler bij Cagliari                   |
| ----------------------------------------- | ----------------------------------------- | ----------------------------------------- | ----------------------------------------- | ----------------------------------------- | ----------------------------------------- | ----------------------------------------- |
| 1                                         | 7 oktober 2020                            | Italië – Moldavië                         | 6 – 0                                     | Vriendschappelijk                         |                                           |                                           |
| 2                                         | 28 mei 2021                               | Italië – San Marino                       | 7 – 0                                     | Vriendschappelijk                         |                                           |                                           |

Bijgewerkt op 1 juli 2025.